# Бечир Омерагич
Бечир Омерагич (нім. Bećir Omeragić, нар. 20 січня 2002, Женева) — швейцарський футболіст, захисник французького клубу «Монпельє» і національної збірної Швейцарії.

## Клубна кар’єра
Вихованець юнацьких команд футбольних клубів «Етуаль Каруж» та «Серветт».
Дебютував 17-річний на той час захисник у швейцарській Суперлізі за «Цюрих» 4 травня 2019 року у грі проти «Базеля», замінивши Алена Нефа на 80-й хвилині.

## Виступи за збірні
2016 року дебютував у складі юнацької збірної Швейцарії (U-15), загалом на юнацькому рівні взяв участь у 22 іграх, відзначившись одним забитим голом.
У вересні 2020 року його запросили до головної збірної Швейцарії для поєдинків Ліги націй УЄФА проти України та Німеччини. Дебютував 7 жовтня 2020 року в товариському матчі проти Хорватії.

## Особисте життя
Народився у Швейцарії у боснійських батьків. Його футбольними кумирами є Серхіо Рамос, Тіаго Сілва та Емір Спахіч.

## Статистика

### Клуб
Станом на 16 листопада 2020
| Клуб             | Сезон            | Чемпіонат             | Чемпіонат | Чемпіонат | Кубок країни | Кубок країни | Єврокубки | Єврокубки | Інші | Інші | Усього | Усього |
| Клуб             | Сезон            | Ліга                  | Ігри      | Голи      | Ігри         | Голи         | Ігри      | Голи      | Ігри | Голи | Ігри   | Голи   |
| ---------------- | ---------------- | --------------------- | --------- | --------- | ------------ | ------------ | --------- | --------- | ---- | ---- | ------ | ------ |
| \| «Цюрих»       | 2018–19          | Швейцарська Суперліга | 5         | 0         | 0            | 0            | -         | -         | -    | -    | 5      | 0      |
| \| «Цюрих»       | 2019–20          | Швейцарська Суперліга | 19        | 0         | 1            | 0            | 0         | 0         | -    | -    | 20     | 0      |
| \| «Цюрих»       | 2020–21          | Швейцарська Суперліга | 5         | 0         | 1            | 0            | -         | -         | -    | -    | 6      | 0      |
| \| «Цюрих»       | Усього           | Усього                | 29        | 0         | 2            | 0            | 0         | 0         | -    | -    | 31     | 0      |
| Загальна кар’єра | Загальна кар’єра | Загальна кар’єра      | 29        | 0         | 2            | 0            | 0         | 0         | 0    | 0    | 31     | 0      |

## Титули і досягнення
- Чемпіон Швейцарії (1):

«Цюрих»: 2021–22